# Liste des maires d'Atlantic City (New Jersey)
Liste des maires d'Atlantic City dans le New Jersey
| Dates       | Nom                     | Parti       |
| ----------- | ----------------------- | ----------- |
| 1854-1856   | Chalkley Steelman Leeds | sans        |
| 1856        | Richard Hackett         | sans        |
| 1856-1857   | John G.W. Avery         | sans        |
| 1858-1861   | Lewis Reed              | sans        |
| 1862        | Chalkley Steelman Leeds | sans        |
| 1863-1864   | Jacob Middleton         | sans        |
| 1865        | Robert T. Evard         | Républicain |
| 1866-1867   | David W. Belisle        | Républicain |
| 1868        | Lemuel C. Eldridge      | Républicain |
| 1868-1872   | John James Gardner      | Républicain |
| 1873        | Charles Souder          | Républicain |
| 1874-1875   | John James Gardner      | Républicain |
| 1876-1877   | Willard Wright          | Démocrate   |
| 1878        | John L. Bryant          | Républicain |
| 1879        | Willard Wright          | Démocrate   |
| 1880        | Harry L. Slape          | Républicain |
| 1881        | Willard Wright          | Démocrate   |
| 1882-1885   | Charles Maxwell         | Républicain |
| 1886        | Thomas C. Garrett       | Républicain |
| 1887-1891   | Samuel D. Hoffman       | Républicain |
| 1892-1893   | Willard Wright          | Démocrate   |
| 1894-1897   | Franklin Pierce Stoy    | Républicain |
| 1898-1899   | Joseph Thompson         | Démocrate   |
| 1900-1911   | Franklin Pierce Stoy    | Républicain |
| 1911        | George Carmany          | Républicain |
| 1912        | Harry Bacharach         | Républicain |
| 1912-1916   | William Riddle          | Démocrate   |
| 1916-1920   | Harry Bacharach         | Républicain |
| 1920-1927   | Edward Lawrence Bader   | Républicain |
| 1927-1930   | Anthony M. Ruffu        | Républicain |
| 1930        | Joseph A. Paxson        | Républicain |
| 1930-1935   | Harry Bacharach         | Républicain |
| 1935-1940   | Charles D. White        | Républicain |
| 1940-1944   | Thomas D. Taggart       | Démocrate   |
| 1944-1967   | Joseph Altman           | Républicain |
| 1967-1969   | Richard S. Jackson      | Républicain |
| 1969-1972   | William T. Somers       | Démocrate   |
| 1972-1976   | Joseph Bradway, Jr.     | Républicain |
| 1976-1982   | Joseph Lazarow          | Républicain |
| 1982-1984   | Michael J. Matthews     | Démocrate   |
| 1984-1990   | James Leroy Usry        | Républicain |
| 1990-2001   | Jim Whelan              | Démocrate   |
| 2002-2005   | Lorenzo Tyrone Langford | Démocrate   |
| 2006-2007   | Robert W. Levy, Sr.     | Démocrate   |
| 2007        | William H. Marsh        | Démocrate   |
| 2007-2008   | Scott K. Evans          | Démocrate   |
| 2008-2014   | Lorenzo Tyrone Langford | Démocrate   |
| 2014-2018   | Don Guardian            | Républicain |
| depuis 2018 | Frank Gilliam           | Démocrate   |